# Campeonato Europeo de Tiro con Arco al Aire Libre de 1978
El VI Campeonato Europeo de Tiro con Arco al Aire Libre se celebró en Stoneleigh (Reino Unido) entre el 5 y el 6 de agosto de 1978 bajo la organización de la Unión Europea de Tiro con Arco (WAE) y la Federación Británica de Tiro con Arco.

## Resultados

### Masculino
| Evento                  | Oro                                                     | Plata                                                           | Bronce                                              |
| ----------------------- | ------------------------------------------------------- | --------------------------------------------------------------- | --------------------------------------------------- |
| Arco recurvo individual | Kyösti Laasonen · Finlandia                             | Vladimir Maximov URSS                                           | Tommy Flink · Suecia                                |
| Arco recurvo por equipo | Vladimir Maximov Alexandr Aulov Vladimir Chendarov URSS | Kyösti Laasonen · Kauko Laasonen · Tomi Poikolainen · Finlandia | Mark Blenkarne George Knight David Pink Reino Unido |

### Femenino
| Evento                  | Oro                                                      | Plata                                                                 | Bronce                                                            |
| ----------------------- | -------------------------------------------------------- | --------------------------------------------------------------------- | ----------------------------------------------------------------- |
| Arco recurvo individual | Valentina Kovpan URSS                                    | Lidiya Shikota URSS                                                   | Jadwiga Szoszler-Wilejto · Polonia                                |
| Arco recurvo por equipo | Valentina Kovpan Lidiya Shikota Ketevan Losaberidze URSS | Jadwiga Szoszler-Wilejto · Maria Szeliga · Lucyna Skowronek · Polonia | Päivi Meriluoto · Carita Jussila · Hanna-Leena Havala · Finlandia |

## Medallero
| Núm. | País        | Oro | Plata | Bronce | Total |
| ---- | ----------- | --- | ----- | ------ | ----- |
| 1    | URSS        | 3   | 2     | 0      | 5     |
| 2    | Finlandia   | 1   | 1     | 1      | 3     |
| 3    | Polonia     | 0   | 1     | 1      | 2     |
| 4    | Reino Unido | 0   | 0     | 1      | 1     |
| 4    | Suecia      | 0   | 0     | 1      | 1     |
|      | TOTAL       | 4   | 4     | 4      | 12    |